# وبائيات فيروس الهربس البسيط
تعتبر وبائيات فيروس الهربس البسيط ذات أهمية كبيرة في علم الوبائيات والصحة العامة. يبلغ معدل الإصابة بفيروس الهربس البسيط (بنوعيه الأول والثاني) حوالي 90%، على الرغم من أن العديد من المصابين بفيروس الهربس البسيط يعانون من آفات شفوية أو تناسلية، إلا أن الغالبية العظمى من المرضى لا يبدون أي أعراض جسدية ولا تُشخص إصابتهم، يسمى الأشخاص الذين لا يبدون أعراض باللاعرضيين، أو المصابين بعدوى تحت سريرية.
في العديد من حالات الإصابة بالفيروس يظهر العرض الأول للمرض على الشريك الجنسي إثر الانتقال الأفقي للفيروس، أو على الطفل إثر الانتقال العمودي من الأم المصابة إلى طفلها. نظرًا لأن معظم المصابين بالفيروس لاعرضيين وغير مدركين لحالتهم، يحمل هؤلاء خطر كبير لانتشار الفيروس، قدرت العديد من الأبحاث والدراسات أعداد الأفراد المصابين بالفيروس (الهربس البسيط بنوعيه الأول والثاني) من خلال تحري الأجسام المضادة للفيروس في الدم، ما يوفر معلومات حول معدل انتشار فيروس الهربس البسيط الذي يتظاهر بإصابات سريرية وتحت سريرية، يجب الأخذ بعين الاعتبار أن بعض المجموعات أكثر عرضة للإصابة بفيروس الهربس البسيط مثل مرضى السرطان الذين يتلقون علاجًا كيميائيًا.

## أوروبا
لوحظ اختلاف كبير في معدل الانتشار المصلي لفيروس الهربس البسيط في البلدان الأوروبية المختلفة، كان المعدل مرتفعًا في بلغاريا (83.9%)، وجمهورية التشيك (80.6%)، ومنخفضًا نسبيا في بلجيكا (67.4%)، وهولندا (56.7%)، وفنلندا (52.4%).
يبلغ العمر النموذجي للإصابة بفيروس الهربس البسيط من النمط الأول خمس إلى تسع سنوات في دول شرق ووسط أوروبا مثل بلغاريا، وجمهورية التشيك، بينما يبلغ خمسة وعشرون عامًا في دول شمال أوروبا مثل فنلندا، وهولندا، وألمانيا، وإنجلترا، وويلز. الشباب في دول أوروبا الشمال أقل عرضة للإصابة بفيروس الهربس البسيط، النساء الأوروبيات أكثر عرضة للإصابة بالفيروس من الذكور.
تنتشر الإيجابية المصلية لأضداد الهربس البسيط من النمط الثاني بين الأوروبيين الذين تزيد أعمارهم عن 12 عامًا، على الرغم من اختلاف النسبة المئوية للتعرض للفيروس بين الدول الأوروبية المختلفة. تسجل الإيجابية المصلية للفيروس في بلغاريا نسبة مئوية عالية مقارنةً بالدول الأوروبية الأخرى (23.9%)، إذ بلغت النسبة في ألمانيا (13.9%)، وفي فنلندا (13.4%)، وفي بلجيكا (11.1%)، وفي هولندا (8.8%)، وفي جمهورية التشيك (6.0%)، وفي إنجلترا وويلز (4.2%).
النساء أكثر عرضة للإيجابية المصلية للفيروس من الرجال، وأكثر عرضة للإصابة بالفيروس في سن مبكرة. بالعموم يزيد احتمال الإيجابية المصلية للفيروس من سن البلوغ وما بعد، وتزداد النسبة مع التقدم بالعمر، ولكن تنخفض النسبة في الفئات الأكبر سنًا في بعض البلدان